# 張宗藩
张宗藩，河南省济源市人，清末武进士。清光绪十六年（1890年），张宗藩考取庚寅恩科武殿试第二甲19名武进士之一，后任镇守故宫将官。张宗藩因清正廉明，办事公正，获赐光绪御书金匾“九洲巡抚”。1900年八国联军进攻北京前夕，慈禧太后挟光绪逃往西安。在经过河南省新乡一带的途中，张宗藩解甲归田，结束了官场生涯。